# Artoria victoriensis
Artoria victoriensis là một loài nhện trong họ Lycosidae.
Loài này thuộc chi Artoria. Artoria victoriensis được Volker W miêu tả năm 2006. Framenau, Gotch & Austin.